# Узбекфільм
ВАТ «Узбекфільм» (узб. O’zbekfilm) — узбецька державна (у формі ВАТ) кіностудія художніх, документальних і анімаційних фільмів, розташована у столиці країни місті Ташкенті.
Створена 1925 року кіностудія називалась кінофабрика «Шарк Юлдузі» («Зоря Сходу»), від 1936 року — «Узбекфільм», у роки Німецько-радянської війни (1941—45) — «Ташкентська кіностудія», починаючи від 1958 року — знову «Узбекфільм». У 1979 році кіностудії було присвоєно ім'я видатного узбецького кінорежисера Каміла Ярматова.

## Загальні дані
Кіностудія «Узбекфільм» має наступну юридичну адресу (за місцем розташування адмінкорпусу та основних потужностей):
вул. Чіланзарська, буд. 1, м. Ташкент—100115 (Узбекистан).
Основний вид діяльності ВАТ «Узбекфільм» — кіновиробництво, дубляж фільмів та їхнє тиражування.
На кіностудії «Узбекфільм» нині (2000-ні) функціонують такі цехи та відділи:

• Цех знімальної та освітлювальної техніки;

• Звукомонтажний цех;

• Цех обробки плівки;

• Цех декоративно-технічних засобів;

• Цех сценічно-постановочних засобів (костюми і реквізит);

• Цех спецавтотехніки;

• Відділ художньо-виробничого персоналу;

• Мультиплікаціне об'єднання.
Станом на 2006 рік ВАТ «Узбекфільм» очолював Сергій Кім.

## З історії кіностудії
Кіностудію «Узбекфільм» було створено 1 липня 1925 року як кіностудію «Шарк Юлдуз» (у будівлі мечеті Ішанкулі, Шейхантаур). Власне від цього розпочав свою історію узбецький кінематограф як такий. Біля витоків кіностудії стояли режисери Набі Ганієв, С. Ходжаєв, Є. Хамраєв, Ю. Агзамов, М. Доронін, О. Фрейлі, В. Добржанський, А. Дорі та інші.
Фільми перших 15 років існування кіностудії — «Друга дружина», «Підйом», «Рамазан», «Перед світанком», «Шакали Равата» розповіли про найважливіші події в житті узбецького народу цього періоду.
Першим звуковим фільмом, знятим на узбецькій кіностудії, був фільм «Клятва» (1936).
22 листопада 1941 року кіностудію було перейменовано у Ташкентську кіностудію художніх фільмів. У це час вона об'єднала узбецьких і евакуйованих кінематографістів Росії, Білорусі та України. Художнім керівником студії був відомий режисер Михайло Ілліч Ромм.
Усередині 1950-х років — кіностудії повернуто її назву «Узбекфільм». Значними подіями в культурному житті УзРСР та цілої країни в повоєнні роки стали фільми «Тахір і Зухра», «Пригоди Насреддіна» Н. Ганієва і «Алішер Навої» К. Ярматова, — вони принесли узбецькому кіно широку популярність за кордоном.
1960-ті пов'язані з роботою плеяди талановитих режисерів, освоєнням тематики соціального узбецького кіно, зйомками низки картин на тему ВВв, декількома ліричними стрічками — «Ти не сирота» і «Ташкент — місто хлібне» (за мотивами однойменної повісті О. Нєвєрова) Ш. Аббасова, «Білі, білі лелеки» А. Хамраєва, «Ніжність» і «Закохані» Є. Ішмухамедова, «Життя пройшло вночі» У. Назарова, «Минулі дні» Ю. Агзамова, «Пташка — невеличка» Л. Файзієва, «Яблука 1941» Р. Батирова, «Подвиг Фархада» А. Хачатурова.
У 1970-і роки на «Узбекфільмі» активно розвивалось дитяче кіно, розпочався випуск телефільмів, мультфільмів («Білий верблюд» і багато інших), були випущені стрічки «Без страху», «Сьома куля», «Триптих» Алі Хамраєва, «Стережись! Змії!» Загіда Сабітова, здійснюються спільні постановки із закордонними колегами — такі, як фільм «Пригоди Алі-Баби і сорока розбійників» режисерів Л. Файзієва і У. Меєр (Індія).
Десятиліття 1980-х позначено продовженням напрацьованих радянських кінотрадицій узбецьких режисерів та появою розмаїття тем, суджень і прийомів в узбецькому кіно, зйомками кіноказок — «Я тебе пам'ятаю» А. Хамраєва, «Клініка» Р. Малікова, «Гіркота падіння» С. Бабаєва, «Сиз ким сиз?» Дж. Файзієва, «Солдатська казка» З. Мусакова, «Гумм-гум» С. Давлетова, «Буде ласкавий дощик», «Вельд» тощо.
У 1986 році на «Узбекфільмі» створено творче об'єднання «Дебют». Наступного (1987) року воно стало «Студією — 5», яка сприяла становленню са́ме молодого кінематографу Узбекистану.
Від 23 січня 1992 року кіностудія була перетворена в орендне підприємство «Узбекфільм». Згідно з постановою Кабінету Міністрів РУз № 247 від 12 липня 1996 року від 1 серпня 1996 року орендне підприємство перетворено на АТВТ «Узбекфільм».
Від 1 квітня 2004 року форма існування кіностудії — ВАТ «Узбекфільм».
В указі президента Узбекистану І. Карімова від 2005 року зазначалося, що за 10 попередніх років в узбецькому кіно не створено жодного фільму, «в якому б виступав позитивний герой». Після цього на посаді директора АТ «Узбекфільм» режисера Юсуфа Разикова змінив Сергій Кім з пресслужби президента Узбекистану. Відтоді у планах держави — щороку виділяти кошти на створення 15 художніх, 20 документальних, 10 мультфільмів, що, як показала практика 2005—10 років, є малореальним завданням.

## Кінопродукція
За понад 85-літню історію існування «Узбекфільму» на кіностудії було створено близько 400 назв художніх стрічок, 100 найменувань мультфільмів, кіножурналів «Наштар» і «Зумраша».
Вибрана фільмографія:
- «З-під склепіння мрії» (1927);
- «Шакали Равата» (1927);
- «Друга жінка» (1927);
- «Критий фургон» (1928);
- «Прокажена» (1928);
- «Гюль і Толмаз» (1929);
- «Останній бек» (1930);
- «Рамазан» (1933);
- «Колодязь смерті» (1933);
- «Клятва» (1936);
- «Насреддін в Бухарі» (1943);
- «Тахір і Зухра» (1945);
- «Пригоди Насреддіна» (1946);
- «Дорога без сну» (1946);
- «Алішер Навої» (1947);
- «Пахта-Ой» (1952)
- «Сестри Рахманови» (1954);
- «Новосілля» (1955);
- «Священна кров» (1956);
- «Авіценна» (1956);
- «Зачарований тобою» (1958);
- «Друге цвітіння» (1959);
- «Там, де багато сонця» (1962);
- «Ти не сирота» (1962);
- «Салом, Бахор» (1962);
- «Перше освідчення» (1963);
- «Буря над Азією» (1964);
- «Зірка Улугбека» (1964);
- «Де ти, моя Зульфія?» (1964);
- «Поема двох сердець» (1966);
- «Білі, білі лелеки» (1966);
- «У 26-го не стріляти» (1966);
- «Дзвін Саята» (1966);
- «Ніжність» (1966);
- «Народжений в грозу» (1966);
- «Ділором» (1967);
- «Бабуся п'яти тисяч онуків» (1967);
- «Увійди в мій будинок» (1968);
- «Вершники революції» (1968);
- «Таємниця печери Каньюта» (1968);
- «Ташкент — місто хлібне» (1968);
- «Повернення командира» (1968);
- «Подвиг Фархада» (1968);
- «Червоні піски» (1968);
- «Генерал Рахімов» (1968);
- «Яблука сорок першого року» (1969);
- «Закохані» (1969);
- «Він був не один» (1969);
- «Минулі дні» (1969);
- «Надзвичайний комісар» (1970);
- «Тімур Малік» (1970);
- «Загибель Чорного консула» (1970);
- «Без страху» (1971);
- «Ждемо тебе, хлопче» (1972);
- «Східне сказання» (1972, ТБ-серіал);
- «Семург» (1972);
- «Сьома куля» (1972);
- «Одна серед людей» (1973);
- «Зустрічі та розставання» (1973);
- «Ленін та Узбекистан» (1974, ТБ-фільм);
- «Світанок над Гангом» (1975);
- «Прихильник» (1975);
- «Перші пасажири» (1975), ТБ-фільм);
- «Гірка ягода» (1975);
- «Людина йде за птахами» (1975);
- «Роки братерства та випробовувань. Узбекистан 1941—1945» (1976);
- «Далекі близькі роки» (1976);
- «Птахи наших надій» (1976);
- «Як Хашим був великим» (1976);
- «Пустун» (1977);
- «Це було в Коканді» (1977);
- «Триптих» (1978);
- «Любов і лють» (1978);
- «Подарую тобі місто» (1978);
- «Ралі» (1978, ТБ-фільм);
- «Тілоохоронець» (1979);
- «Жорстокі години» (1979);
- «Повітряні пішоходи» (1979);
- «Стережись! Змії!» (1979);
- «Служачи батьківщині» (1980);
- «Ленінградці, діти мої...» (1980);
- «Кожен третій» (1980);
- «Які наші роки!» (1980);
- «Пригоди Алі-Баби і сорока розбійників» (1980);
- «Золоте руно» (1981);
- «Ось повернувся цей хлопець...» (1981);
- «Непокірна» (1981);
- «Бабуся-генерал» (1982);
- «Юність генія» (1982);
- «Переворот за інструкцією 107» (1982);
- «Нові пригоди Акмаля» (1983);
- «Спекотне літо в Кабулі» (1983);
- «Стріляти зопалу не варто» (1983);
- «Пробудження» (1983);
- «Пароль — «Готель Регіна»» (1983);
- «Щоденник, лист і першокласниця» (1984);
- «Наречена з Вуаділя» (1984);
- «Клятва Джантая» (1984);
- «Я тебе пам'ятаю» (1985);
- «Бунт невісток» (1985);
- «Вина лейтенанта Некрасова» (1985);
- «Проводи нареченої» (1985);
- «Прощавай, зелене літа...» (1985);
- «Груба посадка» (1985);
- «Поверніть бабусю» (1986);
- «Таємна подорож еміра» (1986);
- «Про те, чого не було» (1986);
- «Полювання на дракона» (1986);
- «Йдучи, залишаються» (1986);
- «Вельд» (1987);
- «Тихоня» (1987);
- «Сенс життя» (1987);
- «По другому колу» (1987);
- «Клініка» (1987);
- «Гіркота падіння» (1987);
- «Золота голова месника» (1988);
- «Всі ми трошки коні» (1988);
- «Дикун» (1988);
- «Пригоди Арслана» (1988);
- «Чудовисько або хтось інший...» (1988);
- «Вождь на одну зміну» (1989);
- «Східна шахрайка» (1989);
- «Сім кіз сім ?» (1989);
- «Маленька людина у великій війні» (1989);
- «Бархан» (1989);
- «Шок» (1989);
- «Битва трьох королів» (1990);
- «Судний день» (1991);
- «Нульовий варіант» (1992);
- «Хлопчики в небі 2» (2004);
- «Батьківщина» (2006).

## Виноски
1. ↑  студія «Узбекфільм» [Архівовано 19 січня 2012 у Wayback Machine.] на Офіційна вебсторінка Національного агентства «Узбеккіно» [Архівовано 2020-10-30 у Wayback Machine.] (узб.) (рос.) (англ.)
2. ↑  Кіно СРСР. Пам'ятаємо, любимо, сумуємо… [Архівовано 17 грудня 2010 у Wayback Machine.] на «Огоньок» (щоденний суспільно-політичний часопис) // «Огонёк» № 32 за 7—13 серпня 2006 року (рос.)
3. ↑  Кіностудія «Узбекфільм» на Internet Movie Database (англ.)